# Mollekot
Mollekot soms ook Haven van Watervliet genoemd is een buurtschap in de Nederlandse gemeente Sluis (provincie Zeeland) en de Belgische gemeente Sint-Laureins (provincie Oost-Vlaanderen). De buurtschap ligt ten zuiden van Ponte-Avancé. Mollekot bestaat uit twee wegen: Mollekot en Mollekotweg. Bij de Nederlands-Belgische grens loopt de Mollekot over in de Mollekotweg. De bebouwing langs de Mollekotweg hoort bij Nederland. Het grootste deel van de buurtschap hoort echter bij België. De buurtschap bestaat voornamelijk uit boerderijen.
Het Nederlandse gedeelte hoort bij IJzendijke en het Belgische deel bij Watervliet.
Deelgemeenten: Sint-Jan-in-Eremo · Sint-Laureins · Sint-Margriete · Waterland-Oudeman · Watervliet

Overige dorpen en gehuchten: Bentille · Boterhoek · Celie · Comer · Hondseinde · Maagd van Gent · Moershoofde · Moleke · Mollekot · Oudemanspolder · Veldzicht · Zonne

Belgische gemeenten · Arrondissement Eeklo · Oost-Vlaanderen · Vlaanderen
Steden: Aardenburg · IJzendijke · Oostburg · Sint Anna ter Muiden · Sluis

Dorpen: Breskens · Cadzand · Eede · Groede · Hoofdplaat · Nieuwvliet · Retranchement · Schoondijke · Sint Kruis · Waterlandkerkje · Zuidzande

Buurtschappen: Akkerput · Bakkersdam · Balhofstede · Biezen · Boerenhol · Braamhul · De Brabander · De Bracke · Cadzand-Bad · Cathelijneschans/Schans · Dam · De Dam · Draaibrug · Halve Maantje · Hans Vriezeschans · Het Eiland · Goedleven · Groeneboomgaard · Grootendam/De Hoogedam · Heille · Hoogendijk · Hoogeweg · Kapitalendam · Ketelaarstraat · Klakbaan · Klein-Brabant · Konijnenberg · Koninginnehaven · Kruisdijk · Kruishoofd · Maagdenberg · Maagd van Gent (deels) · Maaidijk · Marollenput · Moershoofde (deels) · Moleke (deels) · Molentje · Mollekot (deels) · De Munte · Nieuwesluis · Nieuwland · Nieuwvliet-Bad · Nolle · Nummer Een · Oostburgsche Brug · Oosthoek (deels) · Oudeland · Oudemenne · De Pas · Plankenpoortje · Plakkebord · De Platluis · Polderstraat/Steenoven · 't Poldertje · Ponte · Ponte-Avancé · Pyramide · Rijksweg · Ronduit · Roodenhoek · Sasput · Scherpbier · Sint Pieter · Slepershaven/Slapershaven · Slijkplaat · Slikkenburg · Sluissche Veer · Smedekensbrugge · Spitsbroek · Steenhoven · Steenoven · Stenen Heule · Stroopuit · Terhofstede · Ter-Moere · Tol (Schoondijke) · Tol (Waterlandkerkje) · De Tol · Tragel · Turkeye · Valeiskreek · Veldzicht · Veldzicht (deels) · De Verkorting · Verklikker · Vuilpan · Wafeldorp · Waterhoek · Waterloo · Zandertje · Het Zwindorp

Historische plaatsen: De Keizer · Oude Stad (Aardenburg) · Pannenhuis · Potjes

Zeeland: Steden en dorpen in Zeeland      Nederland: Provincies · Gemeenten